# French Tech 2030

Logo du programme.

Le programme French Tech 2030 est une initiative du gouvernement français dans le cadre du plan France 2030, consacrée à accompagner une sélection d'« acteurs émergents de l'innovation ».
Le programme résulte d'un partenariat entre la mission French Tech, le Secrétariat général pour l'investissement et Bpifrance. Il propose d'accompagner les lauréats pour une durée d'un an, sur le plan financier comme extra-financier.
Basé sur le plan France 2030, le programme range les lauréats dans une ou plusieurs catégories (ou « verticales »),,

## Lauréats
Les 125 entreprises lauréates de la première édition de French Tech 2030 sont annoncés le 14 juin 2023.
| Société                            | Verticale(s)                    | Année de création | 2023 |
| ---------------------------------- | ------------------------------- | ----------------- | ---- |
| Agriodor                           | Agri                            | 2019              | Oui  |
| Algama                             | Agri                            |                   | Oui  |
| Calyxia                            | Agri, Transition écologique     |                   | Oui  |
| Elicit Plant                       | Agri, Transition écologique     |                   | Oui  |
| Faircraft                          | Agri, Transition écologique     |                   | Oui  |
| Gaïago                             | Agri                            |                   | Oui  |
| Green Impulse                      | Agri, Transition écologique     |                   | Oui  |
| Green Spot Technologies            | Agri, Transition écologique     |                   | Oui  |
| InnovaFeed                         | Agri                            | 2016              | Oui  |
| Javelot                            | Agri                            |                   | Oui  |
| Mycophyto                          | Agri, Transition écologique     |                   | Oui  |
| Naïo Technologies                  | Agri, Transition écologique     | 2011              | Oui  |
| Sabi Agri                          | Agri, Transition écologique     |                   | Oui  |
| Sencrop                            | Agri, Transition écologique     |                   | Oui  |
| Standing Ovation                   | Agri, Transition écologique     |                   | Oui  |
| Toopi Organics                     | Agri                            |                   | Oui  |
| Umiami                             | Agri, Transition écologique     |                   | Oui  |
| Woodoo                             | Agri, Transition écologique     |                   | Oui  |
| Ÿnsect                             | Agri, Transition écologique     | 2011              | Oui  |
| Lynx                               | Éducation                       |                   | Oui  |
| My Job Glasses                     | Éducation                       | 2015              | Oui  |
| Nomad Education                    | Éducation                       |                   | Oui  |
| VRrOOm                             | Éducation, Numérique            |                   | Oui  |
| Alice & Bob                        | Nouvelles frontières            |                   | Oui  |
| C12 Quantum Electronics            | Nouvelles frontières            |                   | Oui  |
| Exotrail                           | Nouvelles frontières            | 2017              | Oui  |
| Pasqal                             | Nouvelles frontières, Numérique |                   | Oui  |
| Quandela                           | Nouvelles frontières, Numérique | 2017              | Oui  |
| Share My Space                     | Nouvelles frontières            |                   | Oui  |
| Siquance                           | Nouvelles frontières            |                   | Oui  |
| Ternwaves                          | Nouvelles frontières            |                   | Oui  |
| U-Space                            | Nouvelles frontières            |                   | Oui  |
| Unseenlabs                         | Nouvelles frontières            | 2015              | Oui  |
| Wimi                               | Nouvelles frontières, Numérique | 2010              | Oui  |
| Amarisoft                          | Numérique                       |                   | Oui  |
| Cailabs                            | Numérique                       |                   | Oui  |
| Cleyrop                            | Numérique                       |                   | Oui  |
| Dust                               | Numérique                       |                   | Oui  |
| Enchanted Tools                    | Numérique                       |                   | Oui  |
| Firecell                           | Numérique                       |                   | Oui  |
| Gatewatcher                        | Numérique                       | 2015              | Oui  |
| GitGuardian                        | Numérique                       |                   | Oui  |
| GreenWaves                         | Numérique                       |                   | Oui  |
| Kalray                             | Numérique                       | 2008              | Oui  |
| LightOn                            | Numérique                       |                   | Oui  |
| Mistral AI                         | Numérique                       |                   | Oui  |
| Okamac                             | Numérique                       |                   | Oui  |
| PhotoRoom                          | Numérique                       |                   | Oui  |
| Preligens                          | Numérique                       |                   | Oui  |
| Qarnot                             | Numérique                       | 2010              | Oui  |
| Scalinx                            | Numérique                       |                   | Oui  |
| Scintil                            | Numérique                       |                   | Oui  |
| Spectronite                        | Numérique                       |                   | Oui  |
| XXII Groupe                        | Numérique                       |                   | Oui  |
| YesWeHack                          | Numérique                       | 2015              | Oui  |
| Amolyt Pharma                      | Santé                           |                   | Oui  |
| Aqemia                             | Santé                           |                   | Oui  |
| Astraveus                          | Santé                           |                   | Oui  |
| Enterome                           | Santé                           |                   | Oui  |
| Fabentech                          | Santé                           |                   | Oui  |
| Ganymed Robotics                   | Santé                           |                   | Oui  |
| Hoppen                             | Santé                           |                   | Oui  |
| ImCheck Therapeutics               | Santé                           |                   | Oui  |
| Implicity                          | Santé                           | 2016              | Oui  |
| Incepto                            | Santé                           | 2018              | Oui  |
| Kiro                               | Santé                           |                   | Oui  |
| Lattice Medical                    | Santé                           |                   | Oui  |
| Lifen                              | Santé                           | 2015              | Oui  |
| Moon Surgical                      | Santé                           |                   | Oui  |
| Osivax                             | Santé                           |                   | Oui  |
| Quantum Surgical                   | Santé                           |                   | Oui  |
| Qubit Pharmaceuticals              | Santé                           |                   | Oui  |
| Resilience                         | Santé                           |                   | Oui  |
| Synapse Medicine                   | Santé                           |                   | Oui  |
| TreeFrog                           | Santé                           |                   | Oui  |
| Tribun Health                      | Santé                           |                   | Oui  |
| Wandercraft                        | Santé, Transition écologique    | 2012              | Oui  |
| WhiteLab Genomics                  | Santé                           |                   | Oui  |
| Withings                           | Santé                           | 2008              | Oui  |
| Accenta                            | Transition écologique           |                   | Oui  |
| Advanced Shoe Factory 4.0          | Transition écologique           |                   | Oui  |
| Altaroad                           | Transition écologique           |                   | Oui  |
| Ascendance Flight Technologies     | Transition écologique           |                   | Oui  |
| Atawey                             | Transition écologique           |                   | Oui  |
| Ayro                               | Transition écologique           | 2018              | Oui  |
| BeFC                               | Transition écologique           |                   | Oui  |
| Blackleaf                          | Transition écologique           |                   | Oui  |
| Cool Roof France                   | Transition écologique           |                   | Oui  |
| DualSun                            | Transition écologique           |                   | Oui  |
| EasyMile                           | Transition écologique           |                   | Oui  |
| eLichens                           | Transition écologique           |                   | Oui  |
| Elixir Aircraft                    | Transition écologique           | 2015              | Oui  |
| Elyse Energy                       | Transition écologique           |                   | Oui  |
| Energo                             | Transition écologique           |                   | Oui  |
| EnHywhere                          | Transition écologique           |                   | Oui  |
| Eolink                             | Transition écologique           |                   | Oui  |
| FinX                               | Transition écologique           |                   | Oui  |
| Geolith                            | Transition écologique           |                   | Oui  |
| Greenly                            | Transition écologique           |                   | Oui  |
| Groupe Absolut                     | Transition écologique           |                   | Oui  |
| H2SYS                              | Transition écologique           |                   | Oui  |
| Hoffmann Green Cement Technologies | Transition écologique           |                   | Oui  |
| INOCEL development                 | Transition écologique           |                   | Oui  |
| Jimmy Energy SAS                   | Transition écologique           |                   | Oui  |
| Kayrros                            | Transition écologique           |                   | Oui  |
| Lactips                            | Transition écologique           | 2014              | Oui  |
| MATERRUP                           | Transition écologique           |                   | Oui  |
| Metron                             | Transition écologique           |                   | Oui  |
| Milla                              | Transition écologique           |                   | Oui  |
| Naarea                             | Transition écologique           |                   | Oui  |
| Nawa Technologies                  | Transition écologique           |                   | Oui  |
| Newheat                            | Transition écologique           |                   | Oui  |
| Polytopoly                         | Transition écologique           |                   | Oui  |
| Qualisteo                          | Transition écologique           |                   | Oui  |
| Rennaissance Fusion                | Transition écologique           |                   | Oui  |
| ROSI Solar                         | Transition écologique           |                   | Oui  |
| Sintermat                          | Transition écologique           |                   | Oui  |
| Skipper NDT                        | Transition écologique           |                   | Oui  |
| Spareka                            | Transition écologique           | 2012              | Oui  |
| Tallano Technologies               | Transition écologique           | 2012              | Oui  |
| Tiamat                             | Transition écologique           |                   | Oui  |
| Urbanloop                          | Transition écologique           | 2019              | Oui  |
| XSun                               | Transition écologique           |                   | Oui  |